# 전통 음식

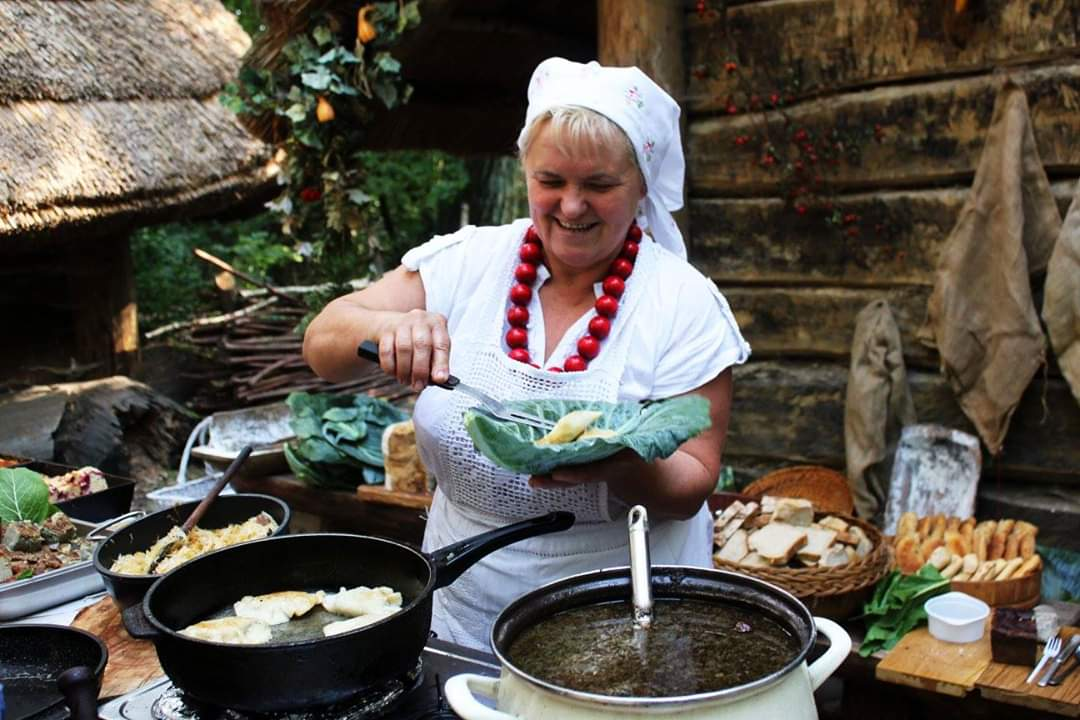

전통음식이란 한 문화의 특정한 전통적 음식을 말한다. 전통음식은 여러 세대에 걸쳐 전해지거나 여러 세대에 걸쳐 섭취되어 온 음식과 요리를 말한다. 전통 음식은 본질적으로 전통적이며 국가 요리, 지역 요리 또는 향토 요리에서 역사적인 선례를 가질 수 있다. 전통 음식과 음료는 식당, 소규모 제조업체, 대규모 식품 가공 공장 시설에서 집에서 직접 생산할 수 있다.
일부 전통 음식에는 지리적 표시 및 전통 특산품에 대한 유럽 연합 체계에 따라 유럽 연합 지정에 따라 지리적 표시 및 전통 특산품이 있다. 원산지 보호 지정(PDO), 지리적 표시 보호(PGI) 및 전통 특산품 보장(TSG). 이러한 표준은 고품질 농산물 및 식품의 이름을 홍보하고 보호하는 역할을 한다.
한국의 경우 김치 등이 있으며 깊은 역사를 가지고 있는 경우가 많다. 전쟁 중에 생겨난 경우도 있다.

## 유래
실제로 전통음식들의 유래는 정확하지 않은 경우가 많아 역사학자들이 연구 중이다. 물론 알려져 있거나 연구가 충분히 된 것도 있다.

## 같이 보기
- 국민 음식
- 향토음식